# Championnat des Fidji de football 1988
Navigation
Saison 1986 Saison 1994
La saison 1988 du Championnat des Fidji de football est la douzième édition du championnat de première division aux Fidji. Les huit meilleures équipes du pays sont regroupées au sein d'une poule unique, où elles s'affrontent deux fois, à domicile et à l'extérieur. À la fin du championnat, il n'y a ni promotion, ni relégation.
C'est l'équipe de Lautoka FC qui remporte la compétition après avoir terminé en tête du classement final, avec cinq points d'avance sur Rewa FC et six sur Nadroga FC. C'est le deuxième titre de champion des Fidji de l'histoire du club.

## Les clubs participants
| - Ba FC - Lautoka FC - Suva FC - Nasinu FC | - Labasa FC - Nadi FC - Rewa FC - Nadroga FC |

## Compétition
Le barème utilisé pour établir les différents classements est le suivant :
- Victoire : 3 points
- Match nul : 1 point
- Défaite : 0 point

### Classement
| Rang | Équipe      | Pts | J  | G | N | P  | Bp | Bc | Diff |
| ---- | ----------- | --- | -- | - | - | -- | -- | -- | ---- |
| 1    | Lautoka FC  | 30  | 14 | 9 | 3 | 2  | 26 | 10 | +16  |
| 2    | Rewa FC     | 25  | 14 | 7 | 4 | 3  | 25 | 16 | +9   |
| 3    | Nadroga FCC | 24  | 14 | 7 | 3 | 4  | 23 | 17 | +6   |
| 4    | Suva FC     | 20  | 14 | 5 | 5 | 4  | 14 | 12 | +2   |
| 5    | Nadi FC     | 20  | 14 | 5 | 5 | 4  | 17 | 18 | -1   |
| 6    | Ba FCT      | 16  | 14 | 3 | 7 | 4  | 12 | 13 | -1   |
| 7    | Nasinu FC   | 11  | 14 | 2 | 5 | 7  | 10 | 19 | -9   |
| 8    | Labasa FC   | 5   | 14 | 1 | 2 | 11 | 7  | 29 | -22  |

|  | Champion des Fidji 1988                               |
|  | T: Tenant du titre C: Vainqueur de la Coupe des Fidji |

## Bilan de la saison
| Championnat des Fidji de football 1988                             |                       |
| Champion                                                           | Lautoka FC (2e titre) |
| Coupes et trophées                                                 |                       |
| Vainqueur de la Coupe des Fidji 1988                               | Nadroga FC            |
| Promotions et relégations                                          |                       |
| Promus en Championnat des Fidji de football                        | Aucun                 |
| Relégués en Championnat des Fidji de football de deuxième division | Aucun                 |